# Sergiu-Constantin Vizitiu
Sergiu-Constantin Vizitiu (n. 3 iunie 1977

) este un deputat român, ales în 2012 din partea Partidului Democrat Liberal.
În timpului mandatului a trecut la grupul parlamentar al Partidului Social Democrat.